# Ранел Янг

## Біографія
Ранел Янг народився в Гаддерсфілді, Англія. Його футбольний шлях почався в місцевих юнацьких командах, а в 12 років він приєднався до академії «Ліверпуля». Його пристрасть до футболу та неймовірна швидкість на полі привернули увагу скаутів, що дозволило йому швидко прогресувати в молодіжних складах команди.

## Кар'єра

### Молодіжна кар'єра
Ранел Янг провів більшу частину свого молодіжного кар'єрного шляху в академії «Ліверпуля», де він зарекомендував себе як надзвичайно талановитий нападник. Його вражальні виступи в молодіжних складах команди не залишилися непоміченими, і він став одним із найбільш перспективних молодих футболістів клубу.

### Професійна кар'єра
У травні 2023 року Ранел підписав свій перший професійний контракт з «Ліверпулем», що дозволило йому перейти до основного складу клубу. Його дебют у першій команді відбувся на матчі Кубка Ліги (EFL Cup) 30 жовтня 2024 року проти «Брайтона і Гоув Альбіону», де він потрапив до списку запасних гравців.

## Стиль гри
Ранел Янг — гравець, який відзначається високою швидкістю, технікою дриблінгу та здатністю грати на обох флангах атаки. Його універсальність дозволяє йому адаптуватися до різних тактичних схем, що робить його цінним гравцем для тренерського штабу «Ліверпуля».

## Прорив у команді
Хоча Янг ще молодий і потребує часу для розвитку, його здатність вражати тренерів і партнерів по команді зробила його частиною основної групи «Ліверпуля». Він активно тренується та бере участь у матчах молодіжних складів, чекаючи своєї черги для більш серйозних викликів у Прем'єр-лізі.

## Сім'я та особисте життя
Ранел походить з футбольної родини, де підтримка та наставництво є важливими для його розвитку як гравця. Він надзвичайно цінує свою сім'ю та вільний час проводитиме з ними, коли не зайнятий тренуваннями та матчами.

## Майбутнє
Зважаючи на його успіхи в молодіжних командах і швидкий розвиток в основному складі «Ліверпуля», Ранел Янг має великий потенціал стати ключовим гравцем клубу в майбутньому. Прогнозується, що в найближчі роки він стане важливою частиною атаки «Ліверпуля».